# Дзадзаев, Мирон Таймуразович
Ми́рон Таймура́зович Дзадза́ев (осет. Дзадзаты Таймуразы фырт Мирон; род. 2 декабря 1977, с. Чикола, Ирафский район, Северо-Осетинская АССР) — российский борец вольного стиля, чемпион Европы среди юниоров (1997), трёхкратный призёр чемпионатов России (1999, 2000, 2001). Мастер спорта международного класса по вольной борьбе.

## Биография
Родился 2 декабря 1977 года в селении Чикола Ирафского района Северо-Осетинской АССР. В 10 лет стал заниматься вольной борьбой под руководством заслуженного тренера РСФСР Рамазана Бичилова, а с 14 лет под руководством заслуженного тренера РСФСР Ахсарбека Макоева. В 1994 году становится чемпионом России среди кадетов в Брянске, в 1995 году — бронзовым призёром чемпионата Европы среди юниоров в Виттене и чемпионом России среди кадетов в Элисте. В 1997 году становится серебряным призёром чемпионата мира среди юниоров в Хельсинки, чемпионом Европы среди юниоров в Стамбуле, чемпионом России среди молодёжи в Москве и победителем международно турнира «Challenge Henri Deglane» в Ницце. В 1999 году стал серебряным призёром чемпионата России в Воронеже и третьим на чемпионате мира среди военнослужащих в Загребе. В 2000 году стал бронзовым призёром Кубка мира в Фэрфаксе и чемпионата России в Санкт-Петербурге, а также победителем международного турнира «Мемориал Дэйва Шульца» в Колорадо-Спрингс. В 2001 году становится бронзовым призёром чемпионата России в Москве и победителем международного турнира памяти Шамиля Умаханова в Хасавюрте. В 2002 году становится победителем международного турнира серии Гран-при «Иван Ярыгин» в Красноярске.
В настоящее время работает тренером в одной из районных детско-юношеских спортивных школ.

## Спортивные достижения
- Чемпион Европы среди юниоров в Стамбуле (1997)
- Победитель международного турнира серии Гран-при «Иван Ярыгин» в Красноярске (2002)[1]
- Победитель международного турнира «Мемориал Дэйва Шульца» в Колорадо-Спрингс (2000)
- Победитель международно турнира «Challenge Henri Deglane» в Ницце (1997)[2]
- Победитель международного турнира памяти Шамиля Умаханова в Хасавюрте (2001)[3]
- Чемпион России среди молодёжи в Москве (1997)
- Двукратный чемпион России среди кадетов (1994, 1995)